# Simulatori di processi chimici
Questa è una lista di programmi usati per simulare i bilanci di materia e di energia degli impianti di processo chimici.
- APMonitor Linguaggio di modellazione
- ASCEND (open source)
- Aspen Plus, Aspen HYSYS, Aspen Custom Modeler di Aspen Technology
- ASSETT, D-SPICE e K-Spice di Kongsberg Oil & Gas Technologies AS
- CADSIM Plus di Aurel Systems Inc.
- CHEMASIM, programma di simulazione termodinamico interno alla BASF
- CHEMCAD di Chemstations
- CheOpe (Chemical Operations) di Eni S.p.A
- COCO simulator
- COMSOL Multiphysics
- Design II for Windows di WinSim Inc.
- Distillation Expert Trainer [1]
- DWSIM (open source)
- EcosimPro
- EMSO, l'ambiente per modellazione, simulazione ed ottimizzazione del Progetto ALSOC Dymola
- FlowManager di FMC Technologies
- GIBBSim
- gPROMS di PSE Ltd Archiviato il 22 gennaio 2021 in Internet Archive.
- INDISS di RSI
- ICAS: sistema assistito dal calcolatore integrato sviluppato dalla CAPEC
- IDEAS di Andritz Automation
- IPSE GO di SimTech GmbH
- IPSEpro di SimTech GmbH
- ISE Simulator di VRTech
- Jacobian (Numerica Technology)
- LIBPF, la libreria C++ per gli schemi di processo
- Mobatec Modeller di Mobatec
- OLGA di SPT Group (Scandpower)
- Omegaland di Yokogawa
- OpenModelica
- PIPE-FLO Professional di Engineered Software, Inc.
- PottersWheel strumento di lavoro Matlab per calibrare i parametri nelle reti di reazioni chimiche (gratuito per uso educativo/accademico)
- Prode Sim, Properties, su prode.com.
- ProSimulator di Sim Infosystems
- ProSimPlus di ProSim
- Petro-SIM
- PETROX
- ProMax, TSWEET, e PROSIM di Bryan Research and Engineering
- PRO/II,DYNSIM e ROMeo
- Sim42 di Raul Cota ed altri  (open source), sviluppo interrotto dal 2006.
- SimCreate di TSC Simulation
- Simulis di ProSim
- SPEEDUP di Roger W.H. Sargent e studenti
- SolidSim – simulazione a diagrammi di flusso di processi allo stato solido di SolidSim Engineering GmbH (acquisito da Aspen Technology)
- SuperPro Designer di Intelligen
- SysCAD
- System7 di Epcon International
- UniSim Design & Shadow Plant di Honeywell
- Usim Pac di Caspeo
- VMGSim di Virtual Materials Group
- XPSIM di Process Simulation Services